# Episodi di Il commissario Köster (trentacinquesima stagione)
La trentacinquesima stagione della serie televisiva Il commissario Köster è stata trasmessa in prima visione in Germania da ZDF dal 25 marzo al 30 settembre 2011.
| n. | Titolo originale         | Titolo italiano         | Prima TV Germania | Prima TV Italia |
| -- | ------------------------ | ----------------------- | ----------------- | --------------- |
| 1  | Kaltes Grab              | La tomba della verità   | 25 marzo 2011     |                 |
| 2  | Ein passender Tod        | Confessione             | 1º aprile 2011    |                 |
| 3  | Tödliche Ermittlung      | Brindisi fatale         | 8 aprile 2011     |                 |
| 4  | Zivilcourage             | Coraggio civile         | 15 aprile 2011    |                 |
| 5  | Die Toten tun dir nichts | La verità su mia figlia | 22 aprile 2011    |                 |
| 6  | Schleichendes Gift       | Volo nel buio           | 9 settembre 2011  |                 |
| 7  | Nur noch die Finsternis  | Solo e ancora tenebre   | 16 settembre 2011 |                 |
| 8  | Die Maske des Bösen      | La maschera del male    | 23 settembre 2011 |                 |
| 9  | Der Tod und das Mädchen  | Il tramonto della vita  | 30 settembre 2011 |                 |